# International Game Developers Association
 (février 2019).
L’International Game Developers Association (ou IGDA, « Association internationale des développeurs de jeu vidéo ») est une association à but non lucratif créée en 1994 afin de mettre en relation la communauté de développeurs de jeux vidéo, de promouvoir leur carrière, de les défendre en cas de litiges et, plus généralement, de contribuer au développement de la profession.

## Histoire
L'organisation est fondée par le développeur Ernest Adams en été 1994, sous le nom de Computer Game Developers Association (CGDA), ayant pour buts principaux de représenter les développeurs de jeux vidéo au congrès américain et de créer un espace de partage et discussion à propos des problématiques du secteur. En 1999, l'association est renommée en tant qu'International Game Developpers Association. Depuis 2018, Redstone Agency organise les opérations du groupe.
En 2012, Gordon Bellamy, le directeur exécutif depuis 2010, quitte l'association pour occuper un poste à la compagnie chinoise Tencent.
En 2014, l'IGDA lance sa première enquête de satisfaction pour développeurs conjointement avec l'Université TÉLUQ. En 2016, le Carrier Center de l'association est inauguré.
Depuis 2014, l'organisation collabore avec le FBI dans la lutte contre le cyberharcèlement.

## Description
L'association œuvre pour la reconnaissance du statut de développeurs mais aussi pour récompenser leur travaux innovants. L'IGDA poursuit notamment deux initiatives :
- à travers le Credit Standards Comitee, l'association vise à faire établir des règles communes en matière de générique ;
- à travers les Game Developers Choice Awards, l'association récompense chaque année les développeurs qui se sont distingués par des productions innovantes. La spécificité et la valeur symbolique de ces prix tient au fait que les nommés et les récompensés sont élus par les développeurs eux-mêmes. La cérémonie des Game Developers Choice Awards se déroule tous les ans à l'occasion de la Game Developers Conference.

## Directeurs
| Nom               | Période de direction |
| ----------------- | -------------------- |
| Jennifer Pahlka   | 1994 - 2000          |
| Jason Della Rocca | 2000 - 2009          |
| Joshua Caulfield  | 2009 - 2010          |
| Gordon Bellamy    | 2010 - 2012          |
| Kate Edwards      | 2012 - 2017          |
| Jen MacLean       | 2017 - 2019          |
| Renee Gittins     | 2019 - 2022          |
| Jakin Vela        | 2022 - en cours      |